# Margareta Holmstedt
Margareta Holmstedt är en svensk och engelsk politiker och tjänsteman (folkpartist) respektive Liberaldemokraterna. 
Hon var 1962 förbundssekreterare för Sveriges Elevers Centralorganisation - SECO. Hon var sedan förbundssekreterare i Folkpartiets ungdomsförbund 1963 och senare även president för International Federation of Liberal Youth. 
Holmstedt flyttade senare till England som diplomat vid svenska ambassaden. 1970 flyttade hon till Todmorden nära Manchester. Där kandiderade hon till parlamentet som representant för Liberaldemokraterna.
Under 90-talet undervisade hon vid University of Bradford som expert på EU. Hon var där ansvarig för universitetets European Briefing Unit. 1991 gav hon ut boken "Empoyment Policy". Holmstedt har återkommande föreläsningar i Sverige om EU-projekt och deras finansiering.
Hon blev 2010 borgmästare för Todmorden, men är numera medlem av dess kommunstyrelse.